# 島尻

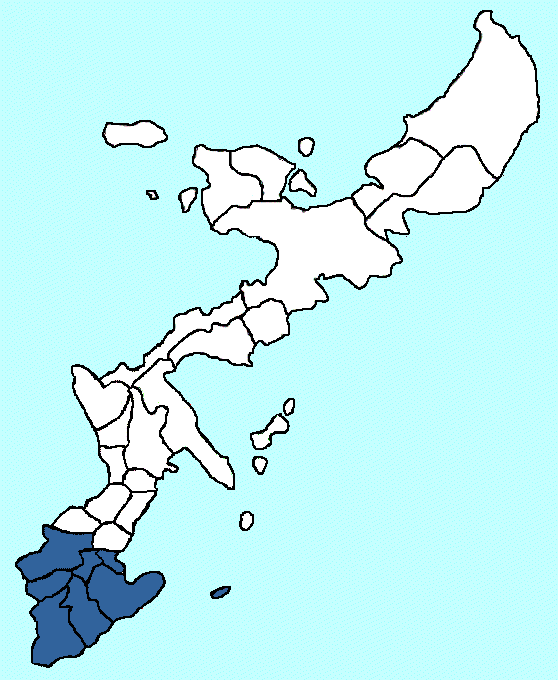
島尻。然而包含了那霸市全境。

島尻指的是沖繩島的西南部地域，又稱島尻地方、島尻地區、島尻方、シモ。
沖繩島從東北到西南分為國頭、中頭、島尻三個部份，島尻為其一。中心都市為那霸市。

## 歷史
在三山時代時，島尻為三山之一的南山王國的領地。
1896年施行郡制，設立島尻郡。然而，島尻郡還包含了不被島尻包含在內的南部離島。1972年，原屬於國頭的伊平屋村和伊是名村被交給島尻郡管理。那霸區（今那霸市）當初自島尻郡分離出來，此後數市又脫離島尻郡。中頭的西原町的一部份現在屬於那霸市。

## 市町村
- 那霸市（舊西原町地域除外）
- 糸滿市
- 豐見城市
- 南城市
- 與那原町
- 南風原町
- 八重瀨町

## 參看
- 國頭
- 中頭